# Gianandrea Gazzola
Gianandrea Gazzola, pseudonimo di Giovanni Gazzola (Verona, 10 aprile 1948), è un artista, designer e scenografo italiano.

## Biografia
All'anagrafe Giovanni Gazzola, nasce a Verona nel 1948, figlio di Piero Gazzola, architetto e Elena Schiavi, pittrice. Consegue la maturità classica al Liceo S. Maffei di Verona. Iscritto alla facoltà di Architettura a Venezia, studia contemporaneamente composizione a Milano. Fin dagli anni del liceo con alcuni compagni di scuola dà vita al gruppo I Gatti di Vicolo Miracoli, occupandosi anche di musiche, testi, scenografie, marionette, ecc. Dal 1975, conclusa questa esperienza, si dedica soprattutto all'indagine dei rapporti fra suono e forma attraversando i territori della sperimentazione musicale e della scultura.
Se gli anni settanta sono soprattutto segnati dalla collaborazione con Luciano Berio, i decenni successivi saranno scanditi da una sempre più intensa attività didattica e da un costante lavoro di sperimentazione sulle nuove tecnologie che lo porterà nel 1985 a fondare, con Felice Farina e altri il L.I.S. (Laboratorio Informatica Spettacolo).
All'impegno di progettista per importanti aziende internazionali (Promemoria, Lucas, Luceplan tra le altre), l'artista affianca interventi nell'ambito della scena teatrale in qualità di compositore ma anche di creatore di macchine di scena e di strumenti soprattutto per la coreografia di Gianfranco Paoluzi.
Dal 1980 al 1985 è docente di tecniche vocali per la Bottega Teatrale di Firenze diretta da Vittorio Gassman. Docente di Tecniche della sperimentazione all'Istituto europeo di design di Roma dal 1992 al 1997.
Dal 2019 è docente presso la Yacademy di Bologna.
Nel 2001 nasce a Castelnuovo di Farfa, su progetto dello studio Benedetti di Martino, nel cinquecentesco Palazzo Perelli, il Museo dell'Olio della Sabina. Si tratta in realtà di un museo di arte contemporanea che prende corpo dalle installazioni di Alik Cavaliere, Gianandrea Gazzola, Maria Lai e Hidetoshi Nagasawa. A partire dal 2005 con Mao Benedetti, Sveva di Martino, Vania Gianese, Jacopo Benedetti e Stefano Scialotti è parte del gruppo Spazi Consonanti attivo nel rapporto tra patrimonio storico e arte contemporanea. In questo contesto nascono numerosi progetti tra cui quelli per gli scavi di Pompei: Prologo ed Elioforo per l'Antiquarium (2008).
A partire dal 2012 lavora all'installazione "Sub-Limine" scrivente che in tempo reale traccia l'attività delle radici di un olivo sospeso, presso il Cisternone di Seggiano con "Spazi Consonanti", in collaborazione con il LINV, International Laboratory of plant neurobiology, e in particolare con il professor Stefano Mancuso.
È del 2013 la prima commissione di un'opera da parte di Arte Sella: "Lo stilo".
Nel 2014 realizza "Commotile" installazione permanente presso le Terme di Tito a Castel Sant'Angelo (RI)
Nel 2018 realizza l'opera "Infinitum" per Arte- Sella (TN)
Nel 2023, realizza l'opera "Quasi Zero", per un trio con la poetessa Mariangela Gualtieri e il violoncellista Mario Brunello. (Arte Sella (TN); Padova - Orto Botanico, Venezia - Fondazione Cini, Brescia - Santa Giulia, Firenze - Amici della Musica.
Nel 2024 inaugura al Museo dell'Olio della Sabina di Castelnuovo di Farfa (RI) l'installazione permanente dal titolo "Echi".
Il 6 dicembre 2024 la Basilica Palladiana di Vicenza ospita la mostra "Tre capolavori a Vicenza - Leonardo da Vinci, Jacopo Bassano, Gianandrea Gazzola". Per questo evento realizza l'opera "Per Silentia III" (m.12x12x11)

## Opere
- Le città invisibili da Italo Calvino, 1993, Introdans, Arnhem, Holland, musica e macchine di scena.
- "RIF" opera a riflessione frazionata, 1994, villa Ottolenghi di Carlo Scarpa, Bardolino (VR).[13]
- Lancia, sistema d'illuminazione, 1995, Museo di Castelvecchio, Verona, prototipo.[14]
- Casanova Icosameron, 1996, Staatstheater Augsburg, (DE), musica e macchine di scena.
- Oleophona, 2001, Museo dell'Olio della Sabina Museo dell'Olio della Sabina | Castelnuovo di Farfa
- Lo stilo, 2013, Arte Sella, Borgo Valsugana (TN)
- Per silentia, 2013, Arte Sella, Borgo Valsugana (TN).
- Il rito segreto, 2005, Colosseo, Roma, per Electa-Musei.[15]
- La musa pensosa, 2006, Colosseo, Roma, allestimento Electa-Musei.[16]
- Commotile, 2014, Terme di Tito, Castel Sant'Angelo (RI).[17]
- Infinitum, 2018, Arte Sella, Borgo Valsugana (TN)
- Sub-limine, 2012-2024, "Cisternone", Seggiano (GR).
- Quasi-zero, 2023, Arte-Sella, Orto Botanico di Padova.
- Echi, 2024, Museo dell'Olio della Sabina, Castelnuovo di Farfa (RI).
- Per Silentia III, 2024, Basilica Palladiana, Vicenza.[12]

## Rassegne
È presente in rassegne e mostre d'arte italiane e internazionali, fra cui:
- Suono e immagine, Napoli, Università Federico II, 1982
- Specchi e riflessioni, Firenze, Galleria Vivita, 1983
- Phonè, Centro Georges Pompidou, Istituto italiano di cultura di Parigi, 1984
- Abitare il tempo, Verona, 1990 - 1991[18]
- Mosca-Roma, Galleria Sprovieri, Roma, 1991
- Imprimatur, S. Carpoforo - Brera, Milano, 1992[19]
- Avvistamenti, Venezia, Schola dei Mureri di San Samuele, 1993 in occasione della Biennale
- La macchina volante e l'angelo meccanico, Apriti IED, Alpheus, Roma, Giugno 1994[20]
- Tacet, macchine del silenzio A.A.M. Architettura Arte Moderna, Roma, 1995[21]
- Dadaismo-Dadaismi, Museo Civico di Palazzo Forti, Verona, 1997[22]
- Gianandrea Gazzola-Klangsculpturen, Stadthalle Augsburg (DE), 1998
- Elabora, galleria AAM, Milano, 1999
- Matite spuntate, evento Medfilm Festival, Galleria comunale d'arte moderna e contemporanea, Roma 1999
- Le opere e i giorni, esposizione permanente a cura di Achille Bonito Oliva presso la Certosa di San Lorenzo in Padula, Salerno, 2003[23]
- Tra arte e architettura - Gianandrea Gazzola, fondazione DOMUS, Palazzo Pellegrini, Verona, 2005[24]
- Internationale Fachmesse für Museen, Konservierung und Kulturerbe, Koelnmesse, Köln (DE), 2007
- Göteborg Sounds Festival, Roda Sten Art Centre, Göteborg (SE), 2012
- I giardini del Benaco, il Vittoriale, Gardone, (BS)[25]
- Arte Sella all'Orto Botanico, Padova, 2018[26]
- Tre capolavori a Vicenza - Leonardo da Vinci, Jacopo Bassano, Gianandrea Gazzola, Vicenza, 2024[12]